# Czabany (obwód chmielnicki)
Czabany (ukr. Чабани) – wieś na Ukrainie, w obwodzie chmielnickim, w rejonie chmielnickim, w hromadzie Hwardijśke. W 2001 liczyła 256 mieszkańców, spośród których 255 wskazało jako ojczysty język ukraiński, a 1 rosyjski.